# Johann Jakob Wecker
Johann-Jakob Wecker ou Jean-Jacques Wecker (nom apparaissant dans certaines éditions) était un médecin et philosophe suisse né en 1528 et décédé en 1585 ou 1586.
Il était issu de la branche Wecker implantée aux environs de Colmar. Il exerça la médecine à partir de 1566. Il fut l'auteur de nombreux ouvrages concernant la médecine et avait la particularité d'écrire certains textes en français et latin. Sans doute parce qu'il fut accusé de sorcellerie, il se sauva à Bâle après avoir écrit Les Secrets de Wecker et fut professeur de logique à l'université de cette ville où il succéda au philosophe Pantaleon Candidus[réf. nécessaire].
Il a épousé la poétesse et auteur culinaire Anna Wecker qui se chargea de faire publier à Bâle, deux ans après le décès de son époux, le Antidotarium Speciale, ex. opt. authorum … scriptis fideliter congestum et amplius triente actum de Wecker.
Il est un lointain parent du baron Louis de Wecker et de la famille Gayat de Wecker.
Il est enterré à Vienne[Laquelle ?].